# Фернан Бродел
Фернан Пол Бродел (на френски: Fernand Paul Braudel) е френски историк, лидер на т.нар. Школа „Анали“ след Втората световна война. Определян е като един от най-изтъкнатите историци на XX век.

## Биография
Роден е на 24 август 1902 година в Люмевил ан Орноа, днес част от Гондрекур льо Шато в Лорен, Франция, в семейството на учител. Завършва лицея „Волтер“ и Сорбоната. Привлича го Френската революция и за тема на дипломната си работа избира революционните събития в най-близкия до родното му село град Бар льо Дюк.
От 1923 г. преподава във френския лицей в Константин, а малко след това – в този в Алжир, като през този период започва своите изследвания, довели до създаването на „Средиземно море и средиземноморският свят по времето на Филип II“.
В периода 1925 – 1926 служи в армията, а през 1928 публикува първата си научна статия. През 1932 се връща в Париж, за да преподава в лицея „Кондорсе“, а след това и в лицея „Анри IV“.
Още през 1900 г. френските академични институции засилват културното си влияние в Бразилия, като помагат за създаването на Бразилската академия за изкуства. През 1934 франкофилът Хулио де Мескита Фильо кани антрополога Клод Леви-Строс, географа Пиер Монбег, философа Жан Мог и Бродел да участват в създаването на нов университет в Сао Паоло. По-късно Бродел сам определя времето прекарано в Бразилия като „най-добрия период в живота си“.
През 1937 г. се завръща в Париж. Започва сътрудничеството му с Люсиен Февър. След започването на Втората световна война е мобилизиран и изпратен на фронта в артилерийска част, но през 1940 е пленен и остава до края на войната отначало в лагер за офицери военнопленници в Майнц (Oflag XII B), а от 1942 в лагер с особен режим (Oflag X C) в Любек. И в двата лагера Бродел е избиран за ректор на лагерните университети.
След войната се включва активно в Школата „Анали“ и се превръща в неин негласен лидер. През 1947 г., заедно с Февър и Шарл Моразе, Бродел кандидатства за субсидия пред Рокфелеровата фондация в Ню Йорк и основава прочутото Училище за академични изследвания в областта на социалните науки към Ecole Pratique des Hautes Etudes. От 1949 г. преподава в Колеж дьо Франс, заемайки мястото на пенсионирания Люсиен Февър. През 1950 г. е сред основателите на списание „Revue économique“. Редактор на списание „Анали“ от 1956 до 1970. Пенсионира се в Ecole Pratique des Hautes Etudes през 1968 г.
Умира на 27 ноември 1985 година в Клюз на 83-годишна възраст. Погребан е в гробището „Пер Лашез“ в Париж.

## Научна дейност
Работи по три големи проекта, всеки равняващ се на няколко десетилетия интензивно изследване: „Средиземноморието“ (1923 – 1949, 1949 – 1966), „Цивилизация и капитализъм“ (1955 – 1979), както и незавършения „Идентичност на Франция“ (1970 – 1985).
Репутацията му произлиза от част от творбите му, но дори още повече от успехите му в подготовката на Школата „Анали“ – най-важният двигател на исторически изследвания във Франция и голяма част от света след 1950 г. Като доминиращ лидер на историографската Школа „Анали“ през 1950 – 1960, оказва огромно влияние върху историографията във Франция и други страни.
Бродел е считан за един от най-големите от тези съвременни историци, които подчертават ролята на социално-икономическите фактори от голям мащаб при създаването и разказването на история.

## Признание
Фернан Бродел е почетен доктор на Оксфорд, Свободния университет на Брюксел, Университета Комплутенсе в Мадрид, Варшавския университет, Кеймбриджкия университет, Йейл, Женевския университет, Университета в Падуа, Лайденския университет, Университета в Монреал, Кьолнския университет, Чикагския университет.
Член-кореспондент на Британската академия (1962), на Унгарската академия на науките, на Сръбската академия на науките, на Баварската академия на науките (1964) и на Хайделбергската академия на науките (1965). През 1970 е избран за член на Американската академия на изкуствата и науките, а през 1983 за член на Френската академия.
Към Държавния университет на Ню Йорк е създаден Fernand Braudel Center for the Study of Economies, Historical Systems, and Civilizations. През 1987 г. в Сао Пауло, Бразилия, е основан Институтът Фернан Бродел за световна икономика Архив на оригинала от 2012-09-03 в Wayback Machine..

## За него
- Aurell, Jaume. „Autobiographical Texts as Historiographical Sources: Rereading Fernand Braudel and Annie Kriegel.“ Biography 2006 29(3): 425 – 445.
- Burke, Peter. The French Historical Revolution: The Annales School 1929 – 89, (1990).
- Carrard, Philippe. Figuring France: The Numbers and Tropes of Fernand Braudel //  Diacritics 18 (3).   1988. с. 2 – 19.
- Carrard, Philippe. Poetics of the New History: French Historical Discourse from Braudel to Chartier, (1992)
- Pierre Daix, Braudel, (Paris: Flammarion, 1995)
- Dosse, Francois. New History in France: The Triumph of the Annales, (1994, first French edition, 1987).
- Giuliana Gemelli, Fernand Braudel (Paris: Odile Jacob, 1995)
- Harris, Olivia. „Braudel: Historical Time and the Horror of Discontinuity.“ History Workshop Journal 2004 (57): 161 – 174.
- Hexter, J. H. „Fernand Braudel and the Monde Braudellien“, Journal of Modern History, 1972, vol. 44, pp. 480 – 539.
- Hufton, Olwen. „Fernand Braudel“, Past and Present, No. 112. (Aug., 1986), pp. 208 – 213.
- Hunt, Lynn. French History in the Last Twenty Years: the Rise and Fall of the Annales Paradigm //  Journal of Contemporary History 21 (2).   1986. DOI:10.1177/002200948602100205. с. 209 – 224.
- Kaplan, Steven Laurence. „Long-Run Lamentations: Braudel on France“, The Journal of Modern History, Vol. 63, No. 2, A Special Issue on Modern France. (Jun., 1991), pp. 341 – 353.
- Kinser, Samuel. Annaliste Paradigm? The Geo-historical Structuralism of Fernand Braudel //  American Historical Review 86 (1).   1981. с. 63 – 105.
- Lai, Cheng-chung. Braudel's Historiography Reconsidered, Maryland: University Press of America, 2004.
- Moon, David. „Fernand Braudel and the Annales School“ online издание
- Santamaria, Ulysses и др. A Note on Braudel's Structure as Duration //  History and Theory 23 (1).   1984. с. 78 – 83.
- Stoianovich, Traian. French Historical Method: The Annales Paradigm, (1976)
- Wallerstein, Immanuel. „Time and Duration: The Unexcluded Middle“ (1997) online версия